# Kristeinbach (Donau)
Der Kristeinbach, auch Kristeiner Bach oder Kristeinerbach, am Oberlauf auch Simsenbergbach oder Simsenberger Bach, am Mittellauf Penkinger Bach respektive Penkingerbach oder Feilbach, ist ein rund 25 km langer rechter Zufluss der Donau bei Enns in Oberösterreich.

## Name
Simsenbergbach (Oberlauf) und Penkinger Bach (Mittellauf) beziehen sich auf die Orte Simsenberg und Penking, welche oberhalb des Bachs am Riedel liegen, Kristeinbach/Kristeinerbach auf den Ort Kristein am Unterlauf.
Der mittelalterliche Name war aber – gemeinsam mit dem westlichen Parallelbach der Donau, dem Ipfbach bei St. Florian und Asten – Ipfbach, ca. 719 ist “inter duo flumina que vocantur Ipphas” (deutsch: „zwischen zwei Flüssen die Ipf heissen“) urkundlich. Für 777 findet sich in der Gründungsurkunde des Stiftes Kremsmünster “inter utrasque Ipfas” in selber Bedeutung (wohl von Epia zu keltisch epos ‚Pferd‘, also ‚Rossbach‘). Daran erinnert noch die Ipfmühle am Bach, wo – unter anderem – auch die alte Burg Ipf vermutet werden kann. Ob der unmittelbar am Simsembergbach (im Gemeindegebiet Wolfern) gelegene Siedlungsname Rossberg mit der Bezeichnung „Rossbach“ in Verbindung stehen könnte, ist unbekannt.

## Verlauf
Der Kristeinbach verläuft inmitten der östlichen Traun-Enns-Platte, dem voralpinen Riedelland des Traunviertels.
Er bildet sich südlich von Wolfern, nur wenige Kilometer nordwestlich von Steyr. Er entwässert im Oberlauf einen Graben bei Rad, der Lerchensiedlung und Judendorf, in dem sich einige Teiche finden, mitsamt dem Wald von Enzengarn. Ein zweiter Graben zieht sich bei Wolfern südwestlicher Richtung bis Pachschallern.
Von dort fließt er hauptsächlich nordwärts durch eine weite Talung, ohne größere Orte direkt am Lauf. Er passiert die Weiler Lichtkogl und Rempersberg, die Kothmühle, Ipfmühle und Hubmühle, und dann Bruck bei Hausleiten und Volkersdorf, unterhalb von Tillysburg. Hier, schon im Stadtgebiet von Enns bei der Eckmayermühle, bei der A1-Anschlussstelle Enns West, erreicht der Bach die Ebene des Linzer Felds.
Er wendet sich nun wieder nordostwärts und fließt durch Kristein und Einsiedl, läuft nördlich an Lorch vorbei, und passiert Enghagen. Ein Stück weiter mündet er in einen Nebenarm der Donau, der sich von der Kristeinbachmündung bis vor Enghagen am Tabor gegenüber von Mauthausen zieht.

## Hydrologie

### Einzugsgebiet
Der Kristeinbach entwässert zusammen mit dem Ipfbach das östliche Traun-Enns-Riedelland zwischen dem umfangreichen Gebiet der Traun, und der Enns, zu der nur die direkte östliche Geländestufe abfällt. Das Kristeinbach-Einzugsgebiet kommt bei Kronstorf bis zur Stadt Enns bis auf wenige hundert Meter an die Enns heran, so wie auch bei Sierning-Untergründberg an die Steyr.
Das Einzugsgebiet des Kristeinbach beträgt bis zur Querung der Bundesstraße 1 in Kristein etwa 90 km². Insbesondere im Unterlauf besteht wie bei den anderen Gewässern der Traun-Enns-Platte ein starker Austausch mit dem Grundwasser, dessen Verlauf von den geologischen Verhältnissen bestimmt wird, die nicht mit den Geländeformen der Oberfläche übereinstimmen. Dadurch weicht das hydrologisch wirksame Einzugsgebiet von dem an der Oberfläche bestimmten ab. Nominell umfasst das Einzugsgebiet im Linzer Feld ca. 7 km². Dazu kommen das Einzugsgebiet des Stallbachs mit etwa 20 km² und des Kronaubachs mit 5 km². Insgesamt entwässert der Kristeinbach also gut 120 km².

### Zuflüsse
Nebenbäche sind im Oberlauf der Bach von Spitzenburg, der Kroisbach von Niederlindach bei Roßberg, der Fuchsbach von Wickendorf bei Kothmühle und der am Unterlauf Fällbach genannte Hagleitenbach von Oberlindach bei Hubmühle, der Bach bei Winkling, der Mausbach bei Distlberg, die alle links das Gebiet zum Ipfbach entwässern; dann der Thannerbach bei Hausleiten/Bruck, das ist der rechte Parallelbach zwischen Kristeinbach und Stallbach östlich; der kleine Bach von Tillysburg; der Weidlhamer Bach bei Eckmayermühle, ebenfalls zum Ipfbach hin; sowie der Stallbach (Moosbachl, Bleicherbach) bei Lorch, der Parallelbach zwischen Thannerbach und Enns; zuletzt der Kronaubach, der das Linzerfeld donauaufwärts entwässert.

### Historische Mündung
Noch im 18. Jahrhundert mündete der Bach direkt bei Enghagen in die Kühwampe, einen Altarm der Donau (heutiger Kronaubach), die ebendort in das Enghager Wasser (heute verlandet) als Donaunebenarm mündete. Dort lag auch die Lände des Enghagener Salzhafens. Die Donau mäanderte seinerzeit von Ifpdorf und dem heute abgekommenen Fisching an Schloss Spielberg vorbei (dieses rechtsufrig) hinüber nach Langenstein und Mauthausen. Der gemeinsame Name von Ipf- und Kristeinbach im Hochmittelalter und der alte Salzhafen Enghagen lässt einen direkteren Zusammenfluss hier im Raum vermuten, die Anlage des römischen Militärlagers Lauriacum vielleicht sogar mit einem Delta-Arm der Enns.
Der heutige Nebenarm der Donau ist ein aus der Kristeinbachmündung und Donau-Altarmen im Zuge der Donauregulierungen entstandenes Leitwerk, das den Schifffahrtskanal und insbesondere die Einfahrt zur stromabwärts liegenden Brücke Mauthausen vor Verlandungen schützen soll. Der Damm entstand im späteren 20. Jahrhundert, und zog sich ursprünglich fast bis gegenüber Mauthausen. 2009 wurde er parallel zum Projekt Hamberger Altarm rückgebaut und revitalisiert. Die harte Flussverbauung mit Wasserbausteinen wurde dabei deutlich verkürzt, durch künstliche Schotterbänke und Inseln ersetzt und ein besserer Wassereinlass gestaltet.

## Ökologie und Verbauung
Sein Uferbereich ist noch relativ naturnah mit Gehölzsaum.
Der Bach ist intensiv für Wasserkraft genutzt. Es bestehen um ein Dutzend Wehranlagen, durchwegs kleine alte Mühlen oder Sägen, die Gesamtleistung aller Anlagen beträgt nur um die 150 kW bringen. Die kommunalen Kläranlagen von Hofkirchen und Hargelsberg wurden aufgelassen, die Abwässer werden heute zur große Anlage in Asten geleitet.